# Algebra logiki
Algebra logiki termin obecnie używany wyłącznie w sensie historycznym. W drugiej połowie XIX i na początku XX w. algebrą logiki nazywano logikę formalną uprawianą na wzór algebry liczb, przy użyciu jej symboli: dodawania, mnożenia i odejmowania, których sens odpowiednio modyfikowano. Osobami które zapoczątkowały takie podejścia do logiki byli: George Boole i Augustus De Morgan. Algebra logiki była jednym z nurtów, z których wyrosła współczesna logika formalna.